# Štěpán Pučálka
Štěpán Pučálka (26. prosince 1845 Bělčice – 2. února 1914 Hradiště u Blovic) byl český lékař, organizátor kulturního života a komunální politik v Blovicích u Plzně.

## Život
Narodil se 26. prosince 1845 v Bělčicích u Blatné v rodině zemědělce. Studoval hlavní školu a gymnázium v Písku a v letech 1865-70 pražskou lékařskou fakultu. Promoval na doktora medicíny 18. března 1871, na magistra porodnictví 13. dubna téhož roku a na doktora chirurgie 9. října 1872.
Přestěhoval se do Blovic, kde se stal od 1. ledna 1872 městským, a brzy poté i železničním a panským lékařem. Od roku 1879 zajišťoval zdravotní péči také ve 25 obcích tehdejšího blovického okresu.
Vedle své činnosti praktického lékaře působil i v kulturní a samosprávné oblasti. Jako student byl činný v prvním výboru spolku českých mediků. Později se stal delegátem Ústřední jednoty českých lékařů a aktivním členem lékařské komory, kde v letech 1902-04 podal návrh na zavedení českého jazyka u zkoušek a na zřízení penzijního fondu s povinným členstvím. Řadu let předsedal plzeňské lékařské župě a byl tam zvolen čestným členem. V Blovicích spoluzaložil a přes třicet let vedl literární spolek, který také organizoval přednášky, hudební a pěvecká vystoupení.
Dlouhodobě se rovněž účastnil blovické komunální politiky. Přes třicet let zasedal v městském zastupitelstvu. Byl též členem městské rady, městským školním dozorcem a předsedou ředitelstva městské spořitelny. U příležitosti čtyřicátého výročí promoce mu bylo uděleno čestné občanství.
Příležitostně také přispíval do Časopisu českých lékařů.
Zemřel 2. února 1914 v Hradišti u Blovic.